# لئونارد وری
لئونارد وری (انگلیسی: Leonard Wery; ۲۷ مارس ۱۹۲۶ – ۲۹ اوت ۲۰۱۹) بازیکن هاکی روی چمن اهل پادشاهی هلند بود.